# Rob Bottin
Robin R. „Rob“ Bottin (* 1. April 1959 in Los Angeles, Kalifornien) ist ein US-amerikanischer Maskenbildner und Spezialeffektkünstler.

## Leben
Als jüngstes von fünf Kindern wuchs Rob Bottin im industriellen Vorort El Monte auf. Als Kind war er begeistert von Horrorfilmen und Magazinen wie Forrest J Ackermans Famous Monsters of Filmland. Sein Vater war Vorarbeiter in einer Transport- und Lagerfirma, die sich auf Filmkulissen und Requisiten spezialisiert hatte. Im Alter von 7 Jahren hatte Rob Bottin ein einschneidendes Erlebnis, als sein Vater ihm eine Kiste mit einer Frankenstein-Mumie zeigte und der kleine Rob mehrere Stunden vor der Kiste verweilte, um auf eine Bewegung der Puppe zu warten.
Mit 14 schickte Bottin diverse Zeichnungen und Skizzen an den Effekt-Maskenbildner Rick Baker (American Werewolf und Michael Jacksons legendäres Thriller-Video), welcher ihn auch prompt einstellte. Die einzige größere Zusammenarbeit der beiden blieb aber John Guillermins King-Kong-Neuverfilmung von 1976.
1978 begann eine fruchtbare Zusammenarbeit mit Regisseur Joe Dante, der Rob Bottin für seinen Horror-B-Film Piranhas engagierte. Zwei Jahre später schuf Bottin die Geisterpiraten für John Carpenters Horror-Klassiker The Fog – Nebel des Grauens. Dank Bottins Körpergröße von 1,88 Metern durfte er in der Schlusssequenz sogar persönlich in das Kostüm von Oberpirat Blake schlüpfen. 1981 trat er in direkte Konkurrenz zu seinem ehemaligen Mentor Rick Baker, als er die Effekte für Joe Dantes Das Tier kreierte, parallel zu John Landis’ American Werewolf, für den Baker die später Oscar-gekrönten Maskeneffekte schuf.
Seine wohl spektakulärste Arbeit folgte 1982 für John Carpenters Das Ding aus einer anderen Welt, einer Neuverfilmung des Klassikers von 1951. Für die Vielzahl von Maskeneffekten arbeitete Bottin ein Jahr lang sieben Tage die Woche und musste am Ende der Dreharbeiten mit totaler Erschöpfung ins Krankenhaus gebracht werden. Es folgten zwei weitere Filme von Joe Dante, Unheimliche Schattenlichter (1983) und Explorers – Ein phantastisches Abenteuer (1985), bei dem River Phoenix sein Filmdebüt gab.
Ebenfalls sehr gelungen ist seine einzige Zusammenarbeit mit Ridley Scott. Für Legende (1985) mit Tom Cruise schuf Bottin eine Vielzahl gruseliger Fabelwesen, was ihm eine Oscar-Nominierung einbrachte. Nach Die Hexen von Eastwick (1987) folgte mit Die Reise ins Ich (1987) die bislang letzte Zusammenarbeit mit Joe Dante. Mit RoboCop (1987) und Die totale Erinnerung – Total Recall (1990) (beide unter der Regie von Paul Verhoeven) zeigte Rob Bottin noch einmal die ganze Bandbreite seines Könnens, bis es Anfang der 1990er Jahre etwas ruhiger um ihn wurde.
Mit Sieben (1995) und Fight Club (1999) folgten zwei Arbeiten für David Fincher.
1998 arbeitete er an einem Drehbuchentwurf für den Horrorfilm Freddy vs. Jason und war sogar als Regisseur im Gespräch, das Projekt verzögerte sich jedoch aufgrund von Geldmangel (das ausführende Studio New Line Cinema hatte gerade Der Herr der Ringe vorfinanziert), so dass Ronny Yu den Film erst 2003 drehte.
Rob Bottins bisher letzte größere Projekte waren der erste Teil der Kinofassung von 3 Engel für Charlie (2000) und die Komödie Mr. Deeds (2002) mit Adam Sandler. 2014 wirkte Rob Bottin an den Spezialeffekten einer Episode der Fernsehserie Game of Thrones mit.

## Filmografie (Auswahl)
- 1976: King Kong
- 1978: Piranhas (Piranha)
- 1978: Manbeast! Myth or Monster?
- 1979: Diane – Herrin des Dschungels (Mistress of the Apes)
- 1979: Rock ’n’ Roll Highschool (Rock ’n’ Roll High School)
- 1980: The Fog – Nebel des Grauens (John Carpenter’s The Fog)
- 1980: Maniac
- 1980: Tanyas Insel (Tanya’s Island)
- 1980: Das Grauen aus der Tiefe (Humanoids from the Deep)
- 1981: Das Tier (The Howling)
- 1982: Das Ding aus einer anderen Welt (John Carpenter’s The Thing)
- 1983: Unheimliche Schattenlichter (Twilight Zone: The Movie)
- 1985: Explorers – Ein phantastisches Abenteuer (Explorers)
- 1985: Legende (Legend)
- 1987: Die Hexen von Eastwick (The Witches of Eastwick)
- 1987: Die Reise ins Ich (Innerspace)
- 1987: RoboCop
- 1988: Great Outdoors – Ferien zu dritt (The Great Outdoors)
- 1990: Die totale Erinnerung – Total Recall (Total Recall)
- 1990: RoboCop 2
- 1991: Bugsy
- 1992: Basic Instinct
- 1992: Toys
- 1993: RoboCop 3
- 1995: Sieben (Se7en)
- 1996: Mission: Impossible
- 1997: Mimic – Angriff der Killerinsekten (Mimic)
- 1997: Im Auftrag des Teufels (The Devil’s Advocate)
- 1998: Fear and Loathing in Las Vegas
- 1998: Octalus – Der Tod aus der Tiefe (	Deep Rising)
- 1999: Fight Club
- 2000: 3 Engel für Charlie (Charlie’s Angels)
- 2002: Mann umständehalber abzugeben oder Scheidung ist süß (Serving Sara)
- 2002: Mr. Deeds
- 2014: Game of Thrones (Fernsehserie, 1 Episode)

## Auszeichnungen
Saturn Award
Nominierung
- 1981: in der Kategorie Bestes Make-up für Das Tier
- 1983: in der Kategorie Beste Spezialeffekte für Das Ding aus einer anderen Welt
- 1986: in der Kategorie Bestes Make-up für Explorers – Ein phantastisches Abenteuer
- 1987: in der Kategorie Bestes Make-up für Legende
- 1991: in der Kategorie Bestes Make-up für Die totale Erinnerung – Total Recall
- 1991: in der Kategorie Beste Spezialeffekte für RoboCop 2
- 1991: in der Kategorie Beste Spezialeffekte für Die totale Erinnerung – Total Recall

Auszeichnung
- 1988: in der Kategorie Bestes Make-up für RoboCop
- 1988: in der Kategorie Beste Spezialeffekte für RoboCop
- 1996: in der Kategorie Bestes Make-up für Sieben

BAFTA Award
Nominierung
- 1986: in der Kategorie Bestes Make-up für Legende
- 1989: in der Kategorie BAFTA-Film-Award/Beste visuelle Effekte für RoboCop

Oscar
- 1987: Nominierung in der Kategorie Bestes Make-up für Legende
- 1991: Special Achievement Award zusammen mit Eric Brevig, Alex Funke und Tim McGovern für Die totale Erinnerung – Total Recall